# Jean-Claude Lebaube
Jean-Claude Lebaube (ur. 22 lipca 1937 w Renneville, zm. 2 maja 1977 w Verneuil-sur-Avre) – francuski kolarz szosowy.
Jean rozpoczął swoją profesjonalną karierę w 1961 roku a zakończył ją w roku 1969. Przez cały czas jej trwania, odniósł 8 etapowych zwycięstw we wszystkich wyścigach w których brał udział. Jean siedmiokrotnie brał udział w wyścigu Tour de France. W 1966 odniósł swój największy sukces, zakładając żółtą koszulkę lidera wyścigu "Wielkiej Pętli" na jeden dzień. Innym największym sukcesem Jeana było etapowe zwycięstwo w wyścigu Tour de Luxembourg.
Jean-Claude Lebaube zmarł 2 maja 1977 roku w Verneuil-sur-Avre w wieku 39 lat.

## Sukcesy
- 4. miejsce w Tour de France w 1963 roku (klasyfikacja generalna)
- 5. miejsce w Tour de France w 1965 roku (klasyfikacja generalna)
- Żółta koszulka lidera Tour de France w 1966 roku (noszona przez jeden wyścig)